# Trinbræt
Et trinbræt er en "lille" jernbanestation, der som oftest blot består af en billetautomat og en ventesal samt en-to perroner, eller blot en grusperron.
Jernbanemæssigt bruges betegnelsen trinbræt om et togekspeditionssted af kategorien holdesteder, hvor udveksling af passagerer kan finde sted: "Trinbræt: Togekspeditionssted hvor udveksling af passagerer kan finde sted. Holdested hele døgnet". Et trinbræt ligger således på den fri bane, men kan ligge helt eller delvist på en station. 
De fleste af S-banens stationer er faktisk trinbrætter. For eksempel er Nørreport (Kn) trinbræt på den fri bane mellem stationerne København H (Kh) og Østerport (Kk), og Ølby (Ølb) er trinbræt mellem stationerne Ølsemagle (Ølm) og Køge (Kj).
Eksempel på trinbræt beliggende på en station, det vil sige inden for stationsgrænsen ses i Varde. Der ligger hele to: det sydlige Varde Kaserne T og det nordlige Arnbjerg T (nedlagt 2002).
Trinbræt kan også anvendes så toget kun standser for af- eller påstigning af passagerer, hvilket betyder at toget ikke standser, om der ikke står ventende passagerer på trinbrættet, eller når der ikke er passager der ønsker at stige af toget.